# Дансо, Кевин
Ке́вин Да́нсо (нем. Kevin Danso; род. 19 сентября 1998, Фойтсберг, Штирия) — австрийский футболист ганского происхождения, защитник клуба «Тоттенхэм Хотспур» и сборной Австрии. Участник чемпионата Европы 2024 года.
Кевин родился в Австрии в семье выходцев из Ганы, в возрасте 6 лет он вместе с родителями переехал в Англию.

## Клубная карьера

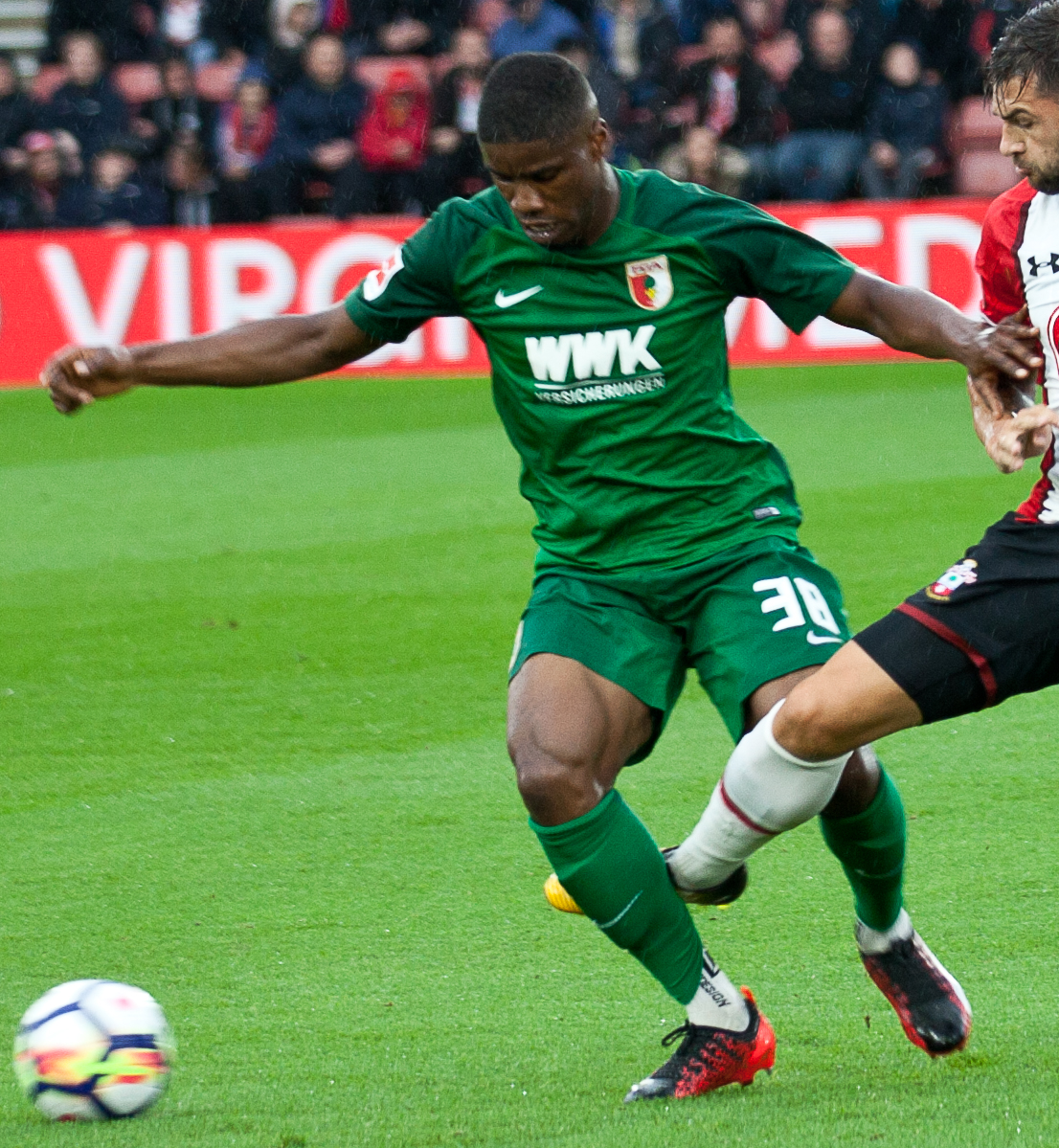
Окоти в составе «Аугсбурга»

Дансо — воспитанник английских клубов «Рединг» и «Милтон-Кинс Донс». В 2014 году Кевин перешёл в немецкий «Аугсбург». 3 марта 2017 года в матче против «РБ Лейпциг» он дебютировал в Бундеслиге. Дансо стал самым молодым дебютантом «Аугсбурга» в чемпионате за всю историю. Через неделю он подписал новый контракт с клубом сроком на четыре года. 4 ноября в поединке против «Байера 04» Кевин забил свой первый гол за «Аугсбург». Летом 2019 года Дансо на правах аренды перешёл в «Саутгемптон». 24 августа в матче против «Брайтон энд Хоув Альбион» он дебютировал в английской Премьер-лиге. 
Летом 2020 года Дансо на правах аренды перешёл в дюссельдорфскую «Фортуну». 18 сентября в матче против «Гамбурга» он дебютировал во Второй Бундеслиге. 22 января 2021 года в поединке против «Гройтер Фюрт» Кевин забил свой первый гол за «Фортуну». 
Летом 2021 года Дансо подписал контракт с французским клубом «Ланс». 8 августа в матче против «Ренна» он дебютировал в Лиге 1. 19 марта 2022 года в поединке против «Клермона» Кевин забил свой первый гол за «Ланс». В начале 2025 года Дансо на правах аренды перешёл в «Тоттенхэм Хотспур». 16 февраля в матче против «Манчестер Юнайтед» он дебютировал за новую команду. По итогам сезона игрок помог клубу выиграть Лигу Европы. Летом 2025 года «Тоттенхэм» выкупил трансфер Дансо за 25 млн. евро.

## Международная карьера
В 2015 году Дансо попал в заявку юношеской сборной Австрии на участие в юношеском чемпионате Европы в Болгарии. На турнире он сыграл в матчах против команд Испании, Хорватии и Болгарии.
2 сентября 2017 года в отборочном матче чемпионата мира 2018 против сборной Уэльса Дансо дебютировал в сборной Австрии, заменив во втором тайме Себастиана Прёдля.
В 2019 году в составе молодёжной сборной Австрии Дансо принял участие в молодёжном чемпионате Европы в Италии. На турнире он сыграл в матчах против команд Сербии, Дании и Германии. В поединке против немцев Кевин забил гол.
В 2024 году Дансо принял участие в чемпиоанте Европы в Германии. На турнире он сыграл в матчах против сборных Франции, Польши и Турции. В первом же матче группового этапа Кевин запомнился столкновением с лидером французов Килианом Мбаппе, который в итоге сломал нос и был вынужден покинуть поле.

## Достижения
Клубные
«Тоттенхэм Хотспур»
- Победитель Лиги Европы УЕФА: 2024/25